# Tournous-Darré
Tournous-Darré é uma comuna francesa na região administrativa de Occitânia, no departamento dos Altos Pirenéus. Estende-se por uma área de 5,63 km². Em 2010 a comuna tinha 93 habitantes (densidade: 16,5 hab./km²).